# Pyrgoptila
Pyrgoptila é um gênero de traça pertencente à família Agonoxenidae.